# 卡拉克斯港

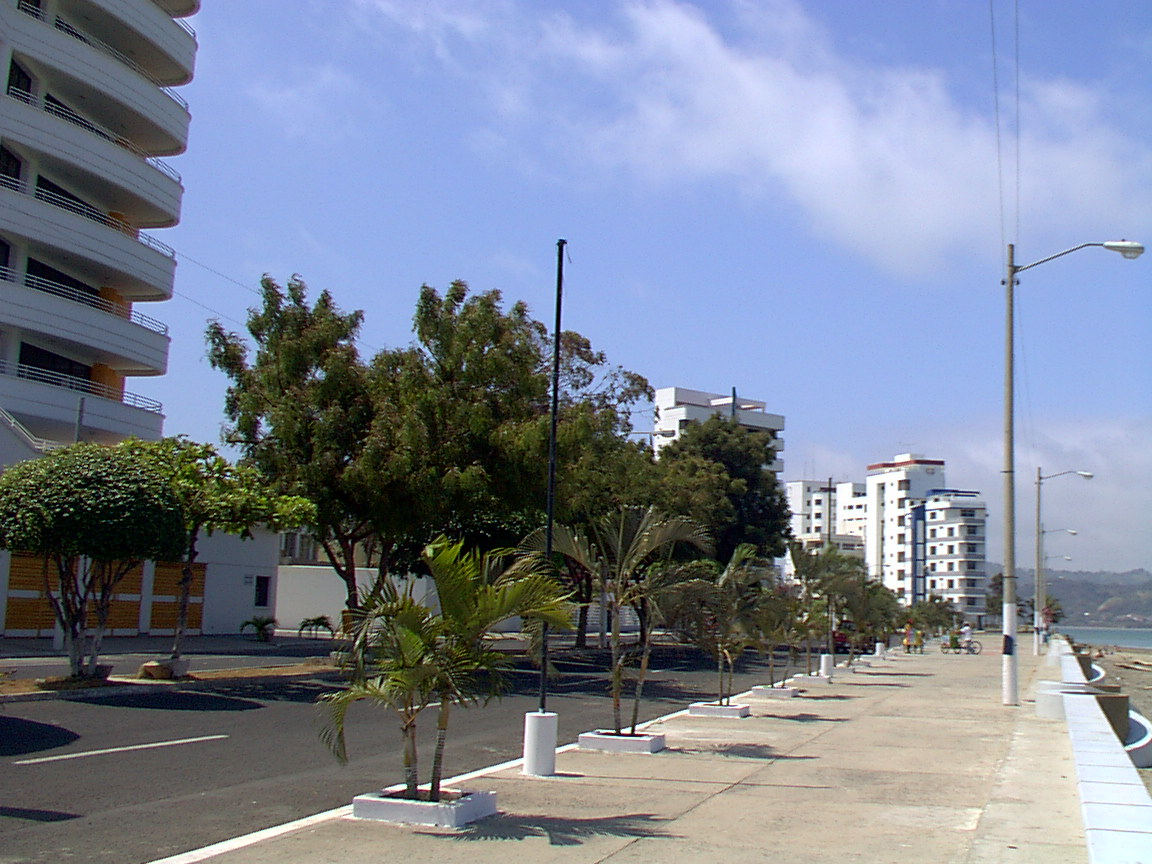

卡拉克斯港（西班牙語：Bahía de Caráquez）是厄瓜多爾的城鎮，由馬納維省負責管轄，位於該國西部太平洋沿岸，始建於1624年3月，主要經濟活動是旅遊業，該鎮受到1999年8月發生的地震所波及。

## 外部連結
- Bahia de Caráquez municipality （页面存档备份，存于）
- Official Bahia de Caráquez tourism information
- Bahia de Caráquez town break down[]